# 瓦迪哈耶特省
瓦迪哈耶特省（阿拉伯语：‎，Wādī al Ḥayāh）是利比亚的一个省，位于利比亚西南部，面積約3.1万平方公里，2006年人口约7.6万人。首府奥巴里。